# Gastmahl des Meeres

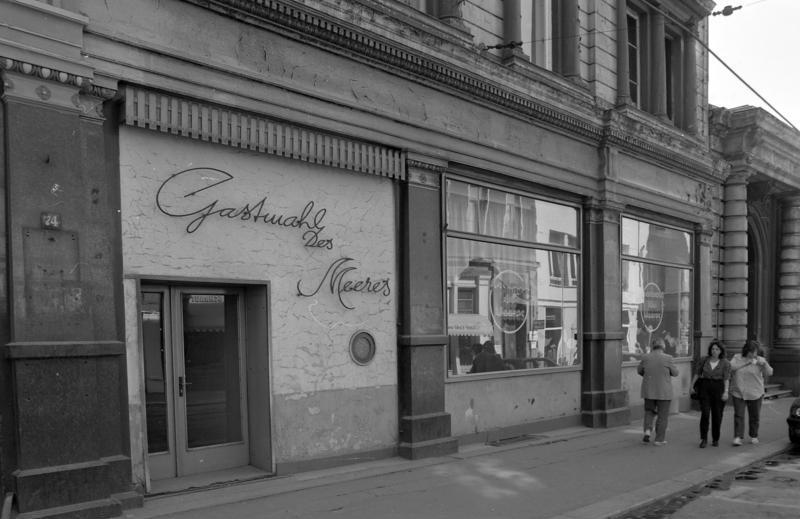
Gastmahl des Meeres in Halle (Saale)

Gastmahl des Meeres waren von der Handelsorganisation (HO) betriebene Fischgaststätten in der DDR. Einige dieser Lokale werden unter dem gleichen Namen privatwirtschaftlich von verschiedenen Inhabern betrieben (Stand 2017).

## Konzept
Rudolf Kroboth stellte Anfang der 1960er Jahre das Konzept einer Kette von Fischgaststätten in größeren Städten der Republik vor. Kroboth war zu der Zeit Werbeleiter im Fischkombinat Rostock sowie Gastgeber der von ihm entwickelten Sendung Tip des Fischkochs.
Am 28. Juli 1966 eröffnete das erste Gastmahl des Meeres in Weimar. Im selben Jahr folgten 15 weitere Gaststätten. Ende 1989 gab es das Gastmahl des Meeres an 33 Standorten.

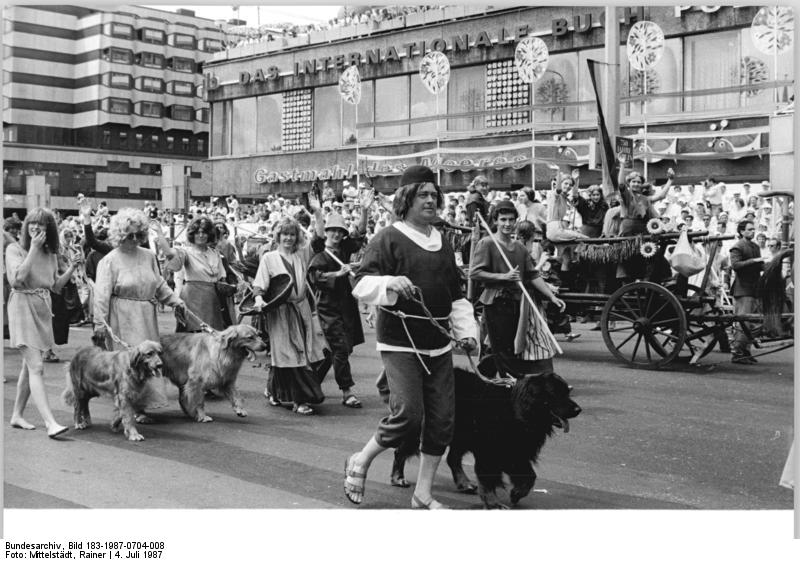
Fassade auf der Ost-Berliner Karl-Liebknecht-Straße (1987)

## Auftritt und Vermarktung
Ähnlich der westlichen Systemgastronomie gab es einheitliche Menüs, Geschirr, Kleidung etc. In den Städten der Lokale veranstaltete Rudolf Kroboth ein Schaukochen in fahrbaren Fischküchen. Zusätzlich wurde Zeitschriften- und Kinowerbung geschaltet.

## Speiseangebot
Bis zu 100 Gerichte wurden in den Gaststätten angeboten. Immer verfügbar waren Hering, Seelachs und Dorsch. Obwohl die Restaurants ähnlich wie die Interhotels bevorzugt beliefert wurden, variierte die Speisekarte nach Versorgungslage. Unter anderem gab es: „Italienisches Risi Bisi vom Fisch“, „Tessiner Fischschnitzel“, „Bremer Labskaus“, „Russische Fischsoljanka“ und „Russische Eier auf Kaviar“.
Die Verkaufspreise lagen zwischen 1,50 Mark (Vorspeise) und 5,– Mark (Hauptgericht).
Die meisten Rezepte und Tipps rund um die Fischzubereitung kamen von Rudolf Kroboth selbst. Regelmäßig verschickte er Rundschreiben und einmal im Jahr gab es Schulungen in Rostock für die Küchenchefs.

## Nach 1990
Nach der  friedlichen Revolution in der DDR wurde Gastmahl des Meeres nicht mehr als Kette zentral geführt. Die einzelnen Restaurants gingen in Privatbesitz über und wurden in der Folge häufig von den ehemaligen Objektleitern weitergeführt. Sie firmieren aber immer noch jedes für sich unter „Gastmahl des Meeres“.
Standorte nach 1990 waren unter anderem:
- Weimar, 1966 bis 2013[3]
- Potsdam, 1970 bis 2014

2017 existierende Gaststätten:
- Sassnitz, seit 1977
- Görlitz, seit 1976
- Suhl, seit 1973
- Freiberg, seit 7. Oktober 1969
- Dresden